# 宮崎県商工会議所連合会
一般社団法人宮崎県商工会議所連合会（みやざきけんしょうこうかいぎしょれんごうかい、正式名称：一般社団法人宮崎県商工会議所連合会、英語名:Miyazaki Chamber of Commerce and Industry Febration）は、宮崎県内9つの商工会議所（宮崎商工会議所、延岡商工会議所、都城商工会議所、日向商工会議所、西都商工会議所、高鍋商工会議所、小林商工会議所、日南商工会議所、串間商工会議所）で組織されている商工会議所連合会。

## 概要
- 住所：宮崎県宮崎市錦町1番10号　KITEN7階

## 役員
| 役職     | 氏名        | 会議所     | 備考   |
| -------- | ----------- | ---------- | ------ |
| 会頭     | 米良 充典   | 宮崎       | 非常勤 |
| 副会頭   | 安田 耕一   | 都城       | 非常勤 |
|          | 菱玉 典生   | 延岡       | 非常勤 |
| 専務理事 | 甲斐 正文   | 県連・宮崎 | 常勤   |
| 常務理事 | 安田 宏 士  | 県連       | 常勤   |
| 理事     | 三輪 純司   | 日向       | 非常勤 |
|          | 井上 博功   | 高鍋       | 非常勤 |
|          | 渡邊 眞一郎 | 日南       | 非常勤 |
|          | 税所 篤朗   | 小林       | 非常勤 |
|          | 村上 牧雄   | 西都       | 非常勤 |
| 監事     | 堀口 勝郎   | 串間       | 非常勤 |

## 参考資料
一般社団法人宮崎県商工会議所連合会役員名簿